# أوستيس
أوستيس، (بالإنجليزية: Austis)‏، (سردينيا: أوستيس)، هي بلدية، في مقاطعة نوورو، في إقليم سردينيا الإيطالي، وتقع على بعد حوالي 90 كم (56 ميل) إلى الشمال من كالياري، وحوالي 35 كم (22 ميل) جنوب غرب نورو.

## السكان
في سنة 1861 بلغ عدد السكان 668 نسمة، وتطور العدد ليصل في سنة 2011 لـ 876 نسمة.
يظهر هذا المخطط البياني تطور النمو السكاني لـ أوستيس